# Galerija Tretjakov
Državna galerija Tretjakov ili Tretjakovska galerija (ruski: Государственная Третьяковская Галерея) je umjetnička galerija u Moskvi (Rusija), najveći centar ruske umjetnosti u svijetu.
Bogata povijest ove galerije započela je 1856. god. kada je moskovski trgovac Pavel Mihajlovič Tretjakov kupio djela mnogih ruskih umjetnika u želji da stvori muzejsku kolekciju koja bi jednog dana mogla postati državnim muzejom ruske umjetnosti. God. 1892., Tretjakov je svoju kolekciju otvorio ruskoj javnosti. 
Današnja zgrada galerije, u ruskom „bajkovitom“ stilu, djelo je slikara Viktora Vasnjecova, a izgrađena je od 1902. – 04., južno od moskovskog Kremlja. Tijekom 20. stoljeća, galerija se proširila na obližnje zgrade, uključujući i crkvu sv. Nikole u Tolmači iz 17. st.
Njena kolekcija danas ima više od 130,000 izložaka, od Vladimirske Gospe iz 10. st., te Trojstva od Andreja Rubljeva do monumentalnih modernih djela kao što su Kompozicija VII. (Vasilij Kandinski) i Crni kvadrat (Kazimir Maljevič).
Do 1977. god. u ovoj galeriji se nalazio najveći dio umjentičke kolekcije Georgea Costakisa, koja se smatra najvećom i najvažnijom umjetničkom kolekcijom ruske avangarde. 

## Galerija moderne umjetnosti
God 1985., Galerija Tretjakov je administrativno spojena s galerijom suvremene umjetnosti koja se nalazi u velikoj modernoj zgradi duž zelenog prstena, južno od Krimskog mosta. U prostorima ove galerije nalazi se velika kolekcija umjetnina soc-raelista, uključujući djela Jevgenija Vučetića. U blizini se nalazi i monumentalna, 86 metara visoka, skulptura Petra Velikog (Zurab Tsereteli) koja je jedna od najviših na svijetu.

## Galerija
- Ikona sv. Mihovila iz Jaroslavlja, 13. st.
- Vladimirska Gospa
- Sveto trojstvo Andreja Rubljova iz oko 1410. god.
- Atanazije Moskovski, Blažen neka je domaćin Kralja Nebesa, 1552.
- Ivan Nikitin, Portret kancelara Gavrila Golovkina, oko 1720.
- Dmitrij Levicki, Katarina Velika u hramu pravde, 1780-ih
- Orest Kiprenski, Portret Aleksandra Puškina, 1823.
- Vasilij Vasiljevič Vereščagin, Apoteoza rata, 1871.
- Vasilij Surikov, Jutro pogubljenja Strijelaca, 1881.
- Ilja Rjepin, Ivan Grozni ubija sina, 1885.
- Viktor Mihajlovič Vasnjecov, Smrt Igora Svjatoslaviča, 1880.
- Ivan Kramskoj, Portret nepoznate dame, 1883.
- Ivan Šiškin i Konstantin Savicki, Jutro u borovoj šumi, 1889.
- Mihail Vrubelj, Demon koji sjedi, 1890.
- Kazimir Maljevič, Crni kvadrat, 1915.

## Vanjske poveznice
- Službene stranice Gelerije Tretjakov  Arhivirana inačica izvorne stranice od 17. veljače 2007. (Wayback Machine)
- Remek-djela iz kolekcije galerije
- Ikone u posjedu galerije
- tretjakovska galerija moderne umjetnosti, Flickr grupa